# Sint Lievenspolder
De Sint Lievenspolder is een polder ten noordwesten van Sint-Margriete, behorende tot de Eiland- en Brandkreekpolders.
De polder werd, na de overstroming van 1404, waarbij de oude Passageule ontstond, opnieuw ingedijkt in 1481 door de Brugse koopman Jan de Plaet. Het betreft een grote polder die, na de vaststelling van de grens tussen de Noordelijke en de Zuidelijke Nederlanden in 1664, voor ongeveer 1/3 deel (121 ha) op Nederlands gebied is en dus een internationale polder is.
In de polder ligt de kern van Sint-Margriete, bebouwing van Sint-Jan-in-Eremo, en de buurtschap Plakkebord. In de polder liggen enkele kreekrestanten, namelijk de Roeselarekreek en de Molenkreek. De polder werd in 1622 in tweeën gesplitst door het graven van de Brandkreek. Deze werd in 1711 opnieuw ingedijkt en vormt de Brandkreekpolder.
De polder wordt begrensd door de Sint Lievensdijk, de Brandkreekdijk, de Molenweg, de Eilandweg, de Sint-Margrietestraat, de Sint-Janspolderdijk, de Sint-Livinuspolder en Plakkebord.